# 松川八洲雄
松川 八洲雄（まつかわ やすお、1931年8月12日 - 2006年10月11日）は、日本の映画監督、脚本家、著作家である。

## 経歴
東京都に生まれる。東京都立日比谷高等学校を経て、1956年に東京大学文学部美学美術史学科を卒業する。
新理研映画、日映科学映画製作所を経て、独立する。
1966年、『鳥獣戯画』がベルガモ映画祭芸術部門大賞を受賞する。1983年には、著書『ドキュメンタリーを創る』が刊行される。『出雲神楽』は2002年度キネマ旬報ベスト・テン「文化映画」部門で1位に選ばれた。
2006年10月11日、転移性肺・肝腫瘍のため死去。75歳没。

## フィルモグラフィー
- 一粒の麦（1962年） - 監督
- とべない沈黙（1966年） - 脚本
- 鳥獣戯画（1966年） - 監督・脚本
- 今は昔 志のとおきな（1968年） - 監督
- ヘルメットの男たち（1969年） - 監督
- ヒロシマ・原爆の記録（1970年） - 監督
- 仕事＝重サ×距離（1971年） - 監督
- 土くれ（1972年） - 監督
- hands・手（1975年） - 監督
- 飛鳥を造る（1976年） - 監督
- 不安な質問（1979年） - 演出・構成・脚本
- 琵琶湖・長浜・曳山まつり（1985年） - 監督・脚本
- 花の迷宮（1986年） - 監督
- ムカシが来た（1993年） - 監督
- オオシカの村（1993年） - 監督
- 景清の衣装（1994年） - 監督
- 青森発・縄文元年・日本（1995年） - 監督
- 出雲神楽（2002年） - 監督
- 吉野作造 マイ・ブルー・ヘブン デモクラシーへの問い…（2002年） - 監督
- 中江兆民 一粒の民主の種子を（2003年） - 監督
- 熊野古道（2006年） - 監督

## 著書
- ドキュメンタリーを創る（1983年、農山漁村文化協会）

## 共著
- 月刊たくさんのふしぎ 1994年11月号（第116号）　人形はこころのいれもの　松川八洲雄・文　小川忠博・写真